# Municipio de Red Eye
El municipio de Red Eye (en inglés: Red Eye Township) es un municipio ubicado en el condado de Wadena en el estado estadounidense de Minnesota. En el año 2010 tenía una población de 490 habitantes y una densidad poblacional de 5,39 personas por km².

## Geografía
El municipio de Red Eye se encuentra ubicado en las coordenadas 46°40′51″N 95°5′30″O / 46.68083, -95.09167. Según la Oficina del Censo de los Estados Unidos, el municipio tiene una superficie total de 90.99 km², de la cual 90,87 km² corresponden a tierra firme y (0,13 %) 0,12 km² es agua.

## Demografía
Según el censo de 2010, había 490 personas residiendo en el municipio de Red Eye. La densidad de población era de 5,39 hab./km². De los 490 habitantes, el municipio de Red Eye estaba compuesto por el 98,16 % blancos, el 0,2 % eran afroamericanos, el 0,2 % eran amerindios, el 0,2 % eran asiáticos y el 1,22 % eran de una mezcla de razas. Del total de la población el 0 % eran hispanos o latinos de cualquier raza.